# Tauraco leucotis
Tauraco leucotis là một loài chim trong họ Musophagidae.